# Jomala
Jomala es un municipio de Åland, un territorio autónomo de Finlandia. Está localizado en el centro de la isla principal de Åland, Fasta Åland, justo al norte de la capital provincial Mariehamn. Tenía una población de 5697 habitantes en 2023.

## Ciudades hermanas
Jomala esta hermanado con:
- Knivsta, Suecia[2]